# Hartmanice (Boêmia do Sul)
Hartmanice é uma comuna checa localizada na região da Boêmia do Sul, distrito de České Budějovice.